# Jacenty Majerczak
Jacenty Majerczak, Jacek  Majerczak (ur. 18 sierpnia 1898, zm. 4 sierpnia 1956) – polski flisak i przewodnik pieniński, wieloletni gospodarz schroniska Polskiego Towarzystwa Tatrzańskiego „U Jacka Majerczaka” w Szczawnicy Niżnej.
Jacenty Majerczak pochodził z wielodzietnej, góralskiej rodziny (miał brata i siedem sióstr). W młodym wieku ożenił się z bogatą wdową Anną Węglarz, wnuczką szczawnickiego wójta Tomasza Adamczyka. Rodzina Majerczaka była mocno związana z Oddziałem Pienińskim Polskiego Towarzystwa Tatrzańskiego. On sam był przewodnikiem pienińskim oraz flisakiem organizującym spływy Dunajcem. Na zlecenie oddziału znakował szlaki turystyczne w Pieninach i remontował poręcze na Sokolej Perci. 3 grudnia 1937 przy Oddziale Pienińskim PTT TOPR założył sekcję ratowniczą pod nazwą Pienińskie Ochotnicze Pogotowie Ratunkowe. Zajmował się również gospodarczym spławem drzewa aż pod Tarnów, a także uczestniczył z Krzysztofem Birkenmajerem w zejściach do sztolni w Jarmucie. Natomiast trzy jego siostry pracowały w pienińskim schronisku PTT im. Sienkiewicza.
Od 1925 w swoim domu w Szczawnicy Niżnej prowadził schronisko turystyczne, dzierżawione przez PTT (oficjalnie otwarte w 1931). W tym okresie bywali tam m.in. Władysław Midowicz i Mieczysław Orłowicz, a także uczestnicy V Międzynarodowego Kongresu Urządzeń Turystycznych, którzy spali w nim we wrześniu 1929. Midowicz określał Majerczaka mianem admirała floty dunajeckiej, zaś jego córka Maria mówiła o nim, iż był kapitanem flisaków pienińskich.
Podczas II wojny światowej w jego domu mieścił się punkt kontaktowy dla kurierów, zdążających na Węgry. Po aresztowaniu kuriera Antoniego Marka, Majerczak przez pewien czas ukrywał się z obawy przed aresztowaniem. Potem podjął współpracę z dr. Arturem Karolem Wernerem, na zlecenie którego woził z Nowego Targu lekarstwa dla partyzantów Armii Krajowej.
Po zakończeniu wojny, władze nie zezwoliły na dalsze prowadzenie schroniska, a Towarzystwo rozwiązało umowę dzierżawy obiektu. Pomimo tu turyści nadal nocowali w domu Majerczaka. Ostatecznie obiekt zamknięto w 1950.
Jacenty Majerczak zginął 4 sierpnia 1956, w wypadku samochodowym pojazdu przewożącego łodzie flisackie pod przełęczą Snozka.